# Douze sonates en trio de Pergolèse
Pour les articles homonymes, voir sonate en trio.
Les douze sonates en trio de Gallo (attribuées à Pergolèse) constituent un ensemble d'œuvres instrumentales, de forme sonate en trio, historiquement attribué à Jean-Baptiste Pergolèse (1710-1736) par l'éditeur londonien Robert Bremner pour des raisons mercantiles ; les publications de compositeurs célèbres se vendent mieux. Les chercheurs ont montré que ces pièces ont été composées probablement avant 1780 par Domenico Gallo (1730-1776).
Parmi ces 12 compositions, certaines sont célèbres comme le trio n°2 pour deux  violons et violoncelle (ou basse continue) en si bémol majeur, aussi appelée sonate en trio n°2, composition en trois mouvements attribuée à Jean-Baptiste Pergolèse.

## Contexte historique
Les douze sonates en trio sont  publiées à Londres en 1780 sous le nom de Pergolèse par l'éditeur londonien Robert Bremner pour des raisons commerciales : Twelve Sonatas for two Violins and a Bass or an Orchestra compos'd by Gio. Batt.a Pergolese. Auteur du Stabat Mater (L'indication or an Orchestra signifie que toutes les voix peuvent également être utilisées en chœur) ; elle ont pu être attribuées depuis lors sans aucun doute à Domenico Gallo. Igor Stravinsky a cité quelques thèmes issus de ces sonates, et d'autres oeuvres du baroque, dans son ballet Pulcinella « sur des motifs de Giovanni Battista Pergolesi » (croyant qu'il s'agissait d'œuvres originales de Pergolèse).
Elles ont probablement été composées dans les années 1780. Comme les Concerti armonici, les douze sonates en trio ne sont plus considérées comme des compositions de Pergolèse, dont elles étaient tenues comme des œuvres majeures dans le domaine de la musique instrumentale. Cela n'enlève rien à la valeur musicale de ces compositions, mais relativise leur importance en tant que précurseurs du premier classicisme musical, comme elles l'ont longtemps été considérées. Ces sonates en trio, en particulier, ne sont plus, en tant que musique du milieu du XVIIIe siècle, aussi porteuses d'avenir qu'elles l'auraient été quarante ans plus tôt, du vivant de Pergolèse. On notera que le musicologue allemand Ernst Bücken (en) souligne encore en 1927 dans son livre Die Musik des Rokokos und der Klassik la valeur historique de ces « sonates de Pergolèse », à cause de leur modernité et l'avance qu'elles avaient sur les autres compositions de son époque. 

« Le frontispice indique que les manuscrits de ces sonates en trio ont été obtenus par un "curieux gentilhomme de fortune" au cours de ses voyages en Italie. Les sonates furent si bien accueillies que Bremner put bientôt imprimer une deuxième édition ; une troisième édition parut en 1795. De nombreux critiques, parmi lesquels Ch. Burney, J. Hawkins, F. Walker et Hucke, émirent des doutes sur la paternité de ces sonates par Pergolèse, doutes qui furent d'abord probablement déterminés par les circonstances mystérieuses dans lesquelles les sonates en trois parties furent publiées, c'est-à-dire quelque quarante ans après la mort de leur auteur supposé. Elles sont en effet attribuées à Gallo dans plusieurs manuscrits contemporains. Hucke a noté que cinq des 12 sonates en trio apparaissent dans des manuscrits italiens du XVIIIe siècle comme des œuvres "del sig. Gallo" ou "Domenico Gallo". Il s'agit des sonates n°2, n°6, n°7, n°9, conservées à la Music Library de l'université de Californie à Berkeley (la famille Stecchini de Bassano del Grappa est entrée en possession de la collection en 1950) et de la sonate n° 10, qui a été trouvée sous le nom de Gallo par F. Degrada dans un manuscrit de l'Archivio del Santo de Padoue ; enfin, C. Johansson a trouvé les sonates n° 1 et 3-12 (ainsi que la basse des 12) enregistrées sous le nom de Gallo à la Bibliothèque de l'Académie royale de musique de Stockholm. La sonate n°2, absente de l'un des manuscrits de Stockholm, figure dans un manuscrit de Berkeley. La sonate n°6 est apparue à Londres dans une édition imprimée en 1758, puis dans une autre en 1764, sous le nom de Domenico Ferrari. Cette sonate, très différente des autres sonates en trio de Ferrari, est attribuée à Gallo dans au moins trois manuscrits italiens, deux conservés à Stockholm et un à Berkeley. Cudworth, en 1965, a noté que des copies manuscrites de certaines de ces sonates attribuées à "M. Gallo" se trouvent non seulement à l'université de Californie à Berkeley, mais aussi dans la bibliothèque des marquis d'Exeter à Burghley House, Stamford. Enfin, on pense que les 12 sonates en trio ont été écrites par Gallo peu avant 1780, année de leur publication. »

— Claudia L'Episcoo, Dizionario biografico degli italiani, 1998

## Sonate en triono1en sol majeur
L'élément de modernité de cette pièce est sa structure en trois mouvements : 
1. moderato,
2. andantino
3. presto.

L'écriture en contrepoint domine cette composition.
La sonate en trio no 1 a inspiré Igor Stravinsky pour la composition du ballet Pulcinella dont sont issues une suite italienne pour orchestre et une suite pour violon et piano.

## Sonate en triono2en si bémol majeur
La sonate en trio no 2  en si bémol majeur est organisée en trois mouvements courts :
1. Moderato
2. Andantino
3. Presto

Des transpositions pour instruments à vent existent, notamment pour deux clarinettes soprano et une clarinette basse.

## Liste des 12 sonates en trio
- sonate en trio no 1 en sol majeur
- sonate en trio no 2 en si bémol majeur
- sonate en trio no 3 en ur mineur
- sonate en trio no 4 en sol majeur
- sonate en trio no 5 en ut majeur
- sonate en trio no 6 en ré majeur
- sonate en trio no 7 pour 2 violons & basse continue en sol mineur
- sonate en trio no 8 en mi bémol majeur
- sonate en trio no 9 en la majeur
- sonate en trio no 10 en fa majeur
- sonate en trio no 11 en ré mineur
- sonate en trio no 12 en mi majeur

La partition est disponible chez plusieurs maisons d'édition, dont Astoria Verlag.

## Discographie sélective
- 12 trio sonatas de Domenico Gallo , attribuées à Jean-Baptiste Pergolèse, ensemble Parnassi Musici, (label CPO, 2000) ; (en) « Douze sonates en trio de Pergolèse », sur Discogs.